# ネクストン
株式会社ネクストン（英: NEXTON）は、日本のゲーム会社。株式会社エクストリームの持分法適用関連会社。コンピュータソフトウェア倫理機構正会員・賛助会員。
アダルトゲームのブランドを多く抱えていることで知られているが、かつてはパチンコシミュレーションゲームなどの一般向けゲームも製作していた。

## 歴史
1993年2月、加賀電子に務めていた鈴木昭彦により設立。
1994年にコンピュータソフトウェア倫理機構に加入した。
創業者の鈴木昭彦は2022年のBugBugとの対談の中で、加入当時はソフトの流通をソフトバンクが担っていたが、のちに進出してきたヴューズからは開発資金の貸し付けを受けていた一方、中身については口出しされなかったと振り返っている。しばらくの間売れない時期が続いたため、コンシューマへの移行も検討されていたが、1995年に同社のブランドの一つであるTactisによる『同棲』が1万本売れた。
その後、『MOON.』は7000本しか売れなかったものの、『ONE 〜輝く季節へ〜』は初回ロット分1万本があっという間に売れ、最終的には5万本を売り上げた。その後、同作の制作チームはビジュアルアーツに移籍し、Keyを立ち上げた。
抜けたスタッフを補充するため、同社は『ONE2 〜永遠の約束〜』制作にあたり原画家のオーディションを行い、そこで採用された片桐雛太や日陰影次はのちに同社のブランドの一つであるBaseSonの主要メンバーとなった。
2006年に同ブランドから発売された『春恋*乙女 〜乙女の園でごきげんよう。〜』は広告の力でゲームを売るという実験作であり、同作は成功をおさめた。次いで、K.バッジョの企画をもとにした『恋姫†無双 〜ドキッ☆乙女だらけの三国志演義〜』は宣伝に力を入れたことや、三國志ブームもあって大ヒットし、2008年には続編『真・恋姫†無双 ～乙女繚乱☆三国志演義～』も発売された。鈴木は2022年のインタビューの中でこのころが一番売れていたと振り返っている。
2021年8月19日には株式会社エクストリームがネクストンの持分法適用会社化を行うと発表し、同年8月31日付でエクストリームの持分法適用会社となった。
2021年9月1日にサブスクリプションサービス「CLUB NEXTON」が開始された。
2021年にはエムズトイボックス傘下の「だーくワン!」が『催眠学習 Secret Desire』でデビューを果たした。プロデューサーであるまついは、「BugBug」による2024年のインタビューの中で、同ブランドは日本国外への展開が基本であるため、Steamの審査を通過するような翻訳版が重要だと語っている。また、同ブランドは原作付きの作品が多く、『搾精病棟〜性格最悪のナースしかいない病院で射精管理生活〜』のように相乗効果が現れた例もあった一方、ゲーム化に値する漫画の作者は多忙な人が多いため、ゲームの原画で長時間拘束できないことが大きなハードルとなっているとまついはインタビューの中で語っている。

## 拠点
本社開発室
- 大阪府大阪市北区天神橋7丁目12番6号 グレーシィ天神橋ビル2号館11階

関東開発室
- 埼玉県川口市並木3丁目9番1号 第二永新ビル7階

## ブランド一覧
- BaseSon
- あざらしそふと
- Luxury Tiara
- とるてそふと
- HERENCIA
- Lusterise
- Liquid
  - Pure-Liquid
- キャワワ！
- KarinProject
- ユメミル
- novamicus[8]
- エムズトイボックス
  - スカイロケット
  - GLASSES
  - だーくワン!
  - RE:creation
  - FireDoor
- Archive

パートナーブランド
- 筆柿そふと
- PacoPacoSoft＋

過去のブランド
- BaseSon SPICE*
- BaseSon Light
- Mayfer soft
- Liquid-Touchable
- Liquid-Shine
- NEXTON
- Nomad
  - Nomad cherry（ダウンロード専売）
- Portion
- PSYCHO
- PL+US
- RaSeN
- SCORE
  - しゅこあ！
- Tactics
  - Tactics*Latte→Latte
  - Tactics Luxury→Luxury

## 各ブランドの作品一覧

### NEXTON
- 1994年12月 - LOVELOVEパラダイス
- 2002年7月12日 - MOON. DVD 〜Final Version〜
- 2003年1月24日 - ONE 〜輝く季節へ〜 Full Voice Version

### とるてそふと
- 2017年11月24日 - あぶのーまるらば～ず
- 2021年4月30日 - コイ×ミツ ～八重練紗祈と赤い糸の王子様～
- 2021年5月28日 - コイ×ミツ ～千葉静玖とサボテンの手紙～
- 2021年6月25日 - コイ×ミツ ～絹織双鳩とお菓子の国の約束～

### HERENCIA
- 2014年9月26日 - セーラーエレメント
- 2014年10月31日 - リラクゼーション癒香 〜身も心も癒されて〜
- 2014年11月28日 - ギャル看守リナちゃんのM男化性教育指導
- 2015年5月1日 - リラクゼーション癒香・艶 ～人妻セラピストによる洗体～
- 2015年6月12日 - 監獄女王 ～ドS女看守達によるM男化調教～
- 2015年7月3日 - 監獄姫 ～リトル女王様のM男ペット化調教～
- 2015年10月30日 - リラクゼーション癒香 ～ユカとアヤ、人妻セラピスト達による癒しのマッサージ＆洗体～
- 2015年11月27日 - 監獄女王＆姫 ～ドS女看守達によるM男化調教～
- 2015年12月25日 - リラクゼーション癒香・陽
- 2016年1月29日 - リラクゼーション癒香・双
- 2016年3月25日 - 絶望魔法少女
- 2016年4月28日 - 悪徳審査官
- 2016年9月30日 - リラクゼーション癒香･Ｍ
- 2016年10月28日 - ［黒獣外伝］エルフ村の姦落
- 2017年9月29日 - ドSなOL女王様 ～年下の部下にM男調教される上司～
- 2017年6月29日 - リラクゼーション優美 ～貴方だけの秘密の癒し～
- 2018年9月28日 - ひとつまみ ～リラクゼーションシリーズ～

### Lusterise
- 2004年4月9日 - お姫様は特訓中R 〜性なる魔法修行〜
- 2004年12月3日 - シール・プリンセス 〜お姫様は封印中〜
- 2005年12月16日 - お姫様は特訓中!!2 受け継がれし性なる魔術
- 2007年5月25日 - 触区 -学園妖触譚-
- 2008年7月25日 - W触区 -新・学園妖触譚-
- 2009年9月25日 - 最凶魔法少女アリナ
- 2010年11月26日 - 触禍〜処女を狙う黒い触手〜
- 2011年11月25日 - 守護聖女プリズムセイバー
- 2013年9月27日 - モンスターズ・レイド -魔に堕ちる姫騎士-
- 2014年5月16日 - 触区 外伝 ～舶来退魔師、強制精飲責め～
- 2014年5月23日 - 触区 外伝 ～退魔師梓、恥辱の肛虐～
- 2014年5月30日 - 触区 外伝 ～退魔師早苗、処女散華～
- 2014年6月6日 - 触区 外伝 ～強制妖魔受胎快楽責め～
- 2015年5月29日 - 光翼戦姫エクスティア
- 2016年1月29日 - 光翼戦姫エクスティア2
- 2017年5月26日 - 光翼戦姫エクスティアA
- 2017年6月2日 - 光翼戦姫エクスティア side.6 -プラナギル、触手繁殖の罠-
- 2020年3月13日 - 光翼戦姫エクスティア side.7 -サキュバギル、淫魔転生への誘い-
- 2020年3月19日 - 光翼戦姫エクスティア side.8 -アルケギル、呪縛の淫毒調教-
- 2020年3月27日 - 光翼戦姫エクスティア3
- 2020年4月24日 - 光翼戦姫エクスティア side.9 -ヒュプノギル、隷落の催眠調教-
- 2022年6月24日 - 光翼戦姫エクスティアP パラレルエピソード1 魔法少女ぱすてるまりぃ☆彡
- 2022年7月29日 - 光翼戦姫エクスティアF パラレルエピソード2 リユニオン
- 2022年8月26日 - 光翼戦姫エクスティアTS パラレルエピソード3 トワイライトセイバー
- 2023年8月25日 - 光翼戦姫エクスティアコンチェルト1
- 2023年9月29日 - 光翼戦姫エクスティアコンチェルト2
- 2024年6月28日 - 光翼戦姫エクスティアR 紅の女王
- 2024年7月26日 - 光翼戦姫エクスティアコンチェルト3
- 2024年8月30日 - 光翼戦姫エクスティアコンチェルト4
- 2025年1月31日 - 戦姫ヒロイン敗北アンソロジー
- 2025年10月31日 - 光翼戦姫エクスティアコンチェルト フィナーレ

### Liquid
- 2002年11月15日 - 凌辱ゲリラ狩り
- 2003年3月7日 - 僕の牝秘書は同級生
- 2004年4月23日 - 凌辱ファミレス調教メニュー
- 2004年7月23日 - 魔将の贄
- 2004年12月24日 - 凌辱ゲリラ狩り2
- 2005年7月29日 - 背徳の学園 〜闇に捧げられた乙女たち〜
- 2006年6月23日 - 聖奴隷学園
- 2007年1月26日 - 凌辱ゲリラ狩り3
- 2007年2月23日 - 背徳の学園2 -闇を継ぐ者-
- 2007年9月28日 - 魔将の贄2
- 2008年1月25日 - 催眠凌辱学園
- 2008年3月7日 - 機動娼艦ヴィクトワール
- 2008年10月31日 - 聖奴隷女教師
- 2009年8月28日 - 変態性癖強制催眠
- 2009年11月27日 - 淫辱心療クラブ
- 2009年12月25日 - 秘蹟神姫アルカナセイバー
- 2010年4月23日 -  黒獣 〜気高き聖女は白濁に染まる〜
- 2010年8月27日 - 姦獄学園 〜学園公認、恥辱の課外授業〜
- 2011年10月28日 - 姦獄島
- 2011年11月25日 - 無限煉姦 〜恥辱にまみれし不死姫の輪舞〜
- 2011年12月22日 - 聖麗奴学園
- 2012年3月23日 - 烙印姫ルーンドプリンセス
- 2012年6月29日 - Liquid Black Box
- 2012年8月24日 - 淫蟲猟域
- 2012年9月28日 - 病院ソドム
- 2013年1月25日 - 大催眠
- 2014年1月31日 - ダークロード 〜復讐の魔王と勇者の娘〜
- 2014年3月28日 - Liquid X 〜奉仕国家の雌贄たち〜
- 2014年4月11日 - Liquid X 〜機動戦艦のお・も・て・な・し〜
- 2014年4月25日 - Liquid X 〜ちどりとこるりの催眠逆授業〜
- 2014年5月9日 - Liquid X 〜聖ダブルレイド〜
- 2014年7月4日 - 大催眠乱交学園 第一話「奉仕部活動記録」
- 2014年7月11日 - 大催眠乱交学園 第二話「放課後は催眠乱交」
- 2014年7月18日 - 大催眠乱交学園 第三話「身胎検査」
- 2014年7月25日 - 大催眠乱交学園 第四話「催淫授業参姦」
- 2014年12月19日 - 大催眠乱交学園 〜学園は乱交催眠の洗脳教育実験場〜
- 2015年1月30日 - 大催眠ERE
- 2015年2月27日 - 聖麗奴学園ERE
- 2015年3月27日 - 催眠乱交学園ERE
- 2015年4月24日 - 魔将の贄3 〜白濁の海に沈む淫辱の隷姫〜
- 2015年5月29日 - 痴漢王 〜淫欲の解放者〜
- 2015年5月29日 - 秘蹟神姫アルカナセイバーERE
- 2015年6月26日 - 黒獣 〜気高き聖女は白濁に染まる〜ERE
- 2015年7月24日 - 痴漢王 〜淫国の創造者〜
- 2015年8月28日 - 聖奴隷学園ERE
- 2015年10月23日 - 聖奴隷女教師ERE
- 2015年12月25日 - 真痴漢王
- 2015年12月25日 - ダークロード ERE
- 2016年1月29日 - 姦獄学園 ERE
- 2016年8月26日 - 無限煉姦 ERE
- 2018年10月26日 - 黒獣・改 ～気高き聖女は白濁に染まる～
- 2018年12月21日 - 黒獣2 ～淫欲に染まる背徳の都、再び～
- 2020年10月30日 - 聖奴隷学園祭 ～Remaster Complete Box～[9]
- 2021年2月26日 - 聖奴隷学園2[10]
- 2021年9月24日 - 黒獣2改 ～淫欲に染まる背徳の都、再び～
- 2022年12月23日 - 黒獣外伝～淫欲に溺れた娼姫たちの物語～
- 2022年12月23日 - 黒獣 Premium Complete Box
- 2024年10月25日 - 聖奴隷学園２ ～完全調教版～
- 2025年6月27日 - 聖奴隷学園3

#### Pure-Liquid
- 2017年10月27日 - ヴィーナスリゾート 巨乳乱交アイランド 迫川悠生編
- 2017年10月27日 - ヴィーナスリゾート 巨乳乱交アイランド 榊マドカ編
- 2017年10月27日 - ヴィーナスリゾート 巨乳乱交アイランド 田鹿羽衣編

### Portion
- 2009年3月27日 - オリオンハート 〜淫辱のセーラースク水戦士〜
- 2011年5月27日 - ディバインハート マキナ 〜敗辱の淫墜戦士〜
- 2012年7月27日 - 軍人狩り 〜虜囚将校イライザ、鋼鉄の意志は白濁に染まる〜
- 2012年10月26日 - 秘蹟神姫アルカナセイバーR
- 2012年12月21日 - ディバインハート カレン 〜姦墜洗脳の罠〜
- 2014年10月31日 - クルセイドハート カレン ～呪淫洗脳の罠～
- 2014年11月28日 - ディバインハート マキナ外伝 ～フルパック～
- 2015年10月30日 - ディバインハートSP ～ラストリゾート 秘島の獣欲プリズン～

### Nomad
- 2004年11月5日 - ニセ教祖
- 2005年5月27日 - 凌辱アイドル牝奴隷 〜被虐の特別レッスン〜
- 2006年12月22日 - 外道勇者
- 2007年10月26日 - 淫烙の巫女
- 2008年4月18日 - ニセ教師 〜性活指導ADV〜
- 2008年11月28日 - 超外道勇者
- 2010年1月29日 - 林間島
- 2010年12月24日 - Knight Carnival!
- 2013年4月29日 - 淫烙の巫女 ～淫蕩絵巻～
- 2013年5月17日 - 超外道勇者 ～魔王軍、手篭めました～
- 2013年7月12日 - 林間島 ～淫欲の神楽・裏～
- 2014年6月13日 - Knight Carnival! After Party ～騎士王被虐調教 快楽に彩られた騎士道精神～
- 2014年6月20日 - Knight Carnival! After Party ～くノ一、散華! 女囚に刻まれる奉仕の心～
- 2014年6月27日 - Knight Carnival! After Party ～新米姫騎士の恥悦授業～
- 2014年8月1日 - 淫烙の巫女NTR ～義父の魔の手～
- 2014年8月8日 - 淫烙の巫女NTR ～泥濘の新婚生活～
- 2014年8月15日 - 淫烙の巫女NTR ～蜘蛛の巣の蝶～
- 2014年8月22日 - 淫烙の巫女NTR ～淫烙の二日間～
- 2014年11月28日 - 今夜、お義父様に抱かれます…
- 2014年11月28日 - Nomad 10th Anniversary ニセ教祖
- 2015年1月30日 - 今夜、おじ様に抱かれます…
- 2015年8月7日 - 淫烙の巫女NTR2 第一話「昏い追憶」
- 2015年8月14日 - 淫烙の巫女NTR2 第二話「深い妄執」
- 2015年8月21日 - 淫烙の巫女NTR2 第三話「蝕まれる愛」
- 2015年8月28日 - 淫烙の巫女NTR2 第四話「遠い真実」
- 2015年11月27日 - 今夜、妻が父に抱かれます…
- 2016年1月29日 - 今夜、妻が父に抱かれます… ～岩淵遥の告白～

#### Nomad cherry
- 2015年9月4日 - とある彼女の検索履歴 雪乃編 第1話
- 2015年9月11日 - とある彼女の検索履歴 雪乃編 第2話
- 2015年9月18日 - とある彼女の検索履歴 雪乃編 第3話

### GALACTICA
- 2011年1月28日 - 極道の花嫁
- 2012年11月30日 - 幻奏童話 ALICETALE

### SCORE
- 2002年11月29日 - 先生だーいすき
- 2003年11月28日 - 巫女さんだーいすき!
- 2004年11月19日 - 先生だーいすき2
- 2005年1月28日 - コスってエイリアン -誘惑のコスプレH-
- 2006年1月13日 - マジカルティーチャー 先生は魔女?
- 2007年4月27日 - やくChu! 〜ただいま媚薬開発中〜
- 2008年1月25日 - ご主人様だ〜いすき
- 2009年12月25日 - 絶対★魔王 〜ボクの胸キュン学園サーガ〜
- 2010年10月29日 - くれよんちゅーりっぷ〜ちどりとこるりの誘惑授業〜
- 2013年8月30日 - ガールズbeアンビシャス!

### しゅこあ！
- 2004年1月23日 - さっきゅば☆SOON!
- 2006年12月22日 - おキツネSummer 〜夏合宿・女の子付き〜
- 2010年6月25日 - 巫女さんといっしょ!〜イケナイご奉仕奮戦記〜

### CINEMATOGRAPH
- 2013年8月23日 - イノセントバレット -the false world-

### PL+US
- 1999年12月26日 - 蒼刻ノ夜想曲
- 2000年8月4日 - 想い出の彼方
- 2001年2月23日 - 紫花 〜しのはな〜
- 2001年4月27日 - トリコロール

### RaSeN
- 2001年2月23日 - C' 〜can't live without you〜
- 2001年10月12日 - 傷モノの学園
- 2002年4月19日 - エロ研究室
- 2002年11月22日 - 傷モノの学園 〜case of saint spica〜
- 2003年8月22日 - 魔法天使ミサキ
- 2003年12月12日 - 傷モノの少女 〜傷モノの学園・外伝〜
- 2004年7月16日 - 突撃天使かのん
- 2005年1月21日 - Cafe-AQUA
- 2005年8月12日 - 輪［妹］姦 -傷モノの妹-
- 2006年2月3日 - 姫巫女
- 2006年10月20日 - 魔法天使ミサキ2
- 2007年3月16日 - 傷モノの学園III -Heven's door-

### Mayfer soft
1995年から1997年まで活動。
- 卒業アルバム
- パラダイス・コール
- 試験に出る!?はるのちゃん
- 究極正義セクシーマーブル
- Phantom Lady

### 筆柿そふと
- 2012年7月27日 - つぼい君のスイッチ!
- 2013年9月27日 - 催眠術3
- 2014年5月30日 - 催眠術Re
- 2014年11月28日 - 催眠母
- 2015年11月27日 - ウィザードリンクス
- 2017年3月31日 - 催眠学園3年生
- 2017年10月27日 - 催眠学園2年生
- 2018年5月25日 - 催眠学園1年生
- 2019年3月29日 - 催眠術4

### ユメミル
- 2019年5月31日 - ガールズ・ブック・メイカー -幸せのリブレット-
- 2020年2月28日 - ガールズ・ブック・メイカー -グリムと3人のお姫さま- 1
- 2020年5月29日 - ガールズ・ブック・メイカー -グリムと3人のお姫さま- 2
- 2020年7月31日 - ガールズ・ブック・メイカー -グリムと3人のお姫さま- 3

### KarinProject
- 2019年12月29日 - 巣作りカリンちゃん
- 2021年7月30日 - 巣作りカリンちゃん -星詠みの神託-

### novamicus
- 2023年12月22日 - ONE.

## エムズトイボックス

### スカイロケット
- 2020年7月31日 - 琥珀色のハンター
- 2020年12月25日 - コイノハ -恋のシェアハウス-

### GLASSES
- 2020年4月24日 - メガスキ! ～彼女と僕の眼鏡事情～ 星野優羽姫編
- 2020年5月29日 - メガスキ! ～彼女と僕の眼鏡事情～ 咲良歩編
- 2020年6月26日 - メガスキ! ～彼女と僕の眼鏡事情～ 伊波乙葉編
- 2020年12月15日 - メガスキ! ～彼女と僕の眼鏡事情～ 天羽遥香編
- 2021年1月29日 - メガスキ! ～彼女と僕の眼鏡事情～ 安曇野・G・桜子編
- 2021年2月26日 - メガスキ! ～彼女と僕の眼鏡事情～ 遠野志桜里編
- 2021年11月1日[11] - メガスキ! ～Memorial Stories～ 星野優羽姫 グラビア水着編
- 2022年1月1日[11] - メガスキ! ～Memorial Stories～ 星野優羽姫 ドキドキ婦警編
- 2022年3月1日[11] - メガスキ! ～Memorial Stories～ きゃらこすレンファ編
- 2023年7月1日[11] - メガスキ!～Memorial Stories～ 咲良歩 がんばる体操着編

### だーくワン!
- 2021年3月26日 - 催眠学習 Secret Desire[5]
- 2021年4月30日 - 搾精病棟〜性格最悪のナースしかいない病院で射精管理生活〜
- 2022年4月28日 - 搾精病棟〜邪悪なるお局ナースが潜む病院で調教生活〜
- 2022年10月28日 - 搾精病棟〜凶悪なる看護師長が支配する病院の深淵へ潜入捜査〜
- 2023年7月28日 - 僕色に染まる叔母[12]
- 2023年8月25日 - TO･RA･WA･SE ～囚われの偽妃が夢みる初夜～[13]
- 2024年12月20日 - 催眠性指導 -Secret Lesson[14]
- 2025年4月25日 - キミはやさしく寝取られる -Lustful betrayal-
- 2025年7月25日 - エルフ姫回顧録 ～娼婦姫と亡国の夢～（ダウンロード専売）

### RE:creation
- 2021年8月27日[15] - コイヤスミ ～夕立に濡れた幼馴染み～
- 2021年12月24日 - コイヤスミ ～彼女の肌に解ける粉雪～
- 2022年4月28日 - コイヤスミ
- 2022年4月29日[11] - コイヤスミEncore! ～ラブリーゴールデンウィーク～

### FireDoor
- 2022年7月1日[11] - はるみの ひやけあと
- 2022年7月29日[11] - こあきの ひやけあと
- 2022年9月1日[11] - なつのの ひやけあと

### だーくニャー!
- 2023年3月31日 - ボクが当主になるために今日からメイドとHします
- 2024年3月29日 - ボクが当主になるために今日からメイドとHします2
- 2024年7月26日 - 異世界縁交
- 2024年10月25日 - ボクが当主になるために今日からメイドとHします+ - 『ボクが当主になるために今日からメイドとHします』および『ボクが当主になるために今日からメイドとHします2』のセット品[16]
- 2024年12月20日[17] - 異世界縁交After

## 一般向けゲーム
全てNexton名義で発売。機種の記載がないゲームはPCゲーム。
- 実機パチスロシミュレーターVol.1（3DO、販売元:エレクトロニック・アーツ）
- バーミンキッズ（プレイステーション、販売元:エレクトロニック・アーツ[18]）
- パチンコホール新装大開店（プレイステーション、セガサターン、販売元:エレクトロニック・アーツ[19]）
- 実機パチスロシミュレーター2
- 実機パチスロシミュレーター3 山佐マジック
- 超美化委員会
- SCREEN FIGHTER ストリートファイター・スクリーンセーバー（販売のみ担当。開発:カプコン）

## 主なスタッフ
原画
- かんたか
- 八葉香南
- 雪村一
- くわだゆうき
- 神剣桜花
- 来襖さや
- KAGEMUSYA
- 夏彦
- ぎん太郎
- 繭咲悠
- 樋上いたる
- 萌木雄太

シナリオ
- 大熊陣八

広報
- まくら

## 元スタッフ
原画
- 片桐雛太
- MtU
- 日陰影次

シナリオ
- K.バッジョ

## インターネット配信番組
ニコニコ生放送で毎週金曜21時ごろから生放送を配信している。初回放送は2013年1月4日。
現在の配信番組名は「戦ＰチャンネルＲ」
こちらでは製品の新情報やグッズ紹介、所属スタッフによる放送時間内に描かれたイラストのプレゼント企画、トーク、テーマを決めて行う大喜利イラストコーナーなどが行われている。

## 関連会社
- 株式会社フォルテック - 電子機器販売事業やゲームソフト販売事業、室内ゴルフ練習場を運営している。